# کریستین ژامبه
کریستین ژامبه (انگلیسی: Christian Jambet؛ زادهٔ ۲۳ آوریل ۱۹۴۹) فیلسوف و اسلام‌شناس فرانسوی است.

## آثار
- ۱۹۸۳: منطق شرق: هنری کربن و علم فرم
- ۱۹۹۰: قیامت بزرگ الموت: اَشکال آزادی در شیعهٔ اسماعیلی
- ۲۰۰۲: قانون بودن: فلسفهٔ وحی ملاصدرا
- ۲۰۰۳: پنهان و آشکار: اسطوره‌ها و ادیان
- ۲۰۰۴: با محمد علی امیر معزی: شیعه چیست؟
- ۲۰۰۸: مرگ و رستاخیز در اسلام: آخرت بر اساس ملاصدرا
- ۲۰۱۱: فلسفه اسلامی چیست؟ (مقالات برگزیده)
- ۲۰۱۶: دولت الهی: طراحی اسلام و سیاست جهانی